# Südkoreanische Unihockeynationalmannschaft
Die südkoreanische Unihockeynationalmannschaft repräsentiert Südkorea bei Länderspielen und internationalen Turnieren in der Sportart Unihockey.
Das beste Resultat Südkoreas bei einer Weltmeisterschaft ist der 16. Platz.

## Platzierungen

### Weltmeisterschaften
| WM   | Austragungsort(e)                              | Platz              |
| ---- | ---------------------------------------------- | ------------------ |
| 1996 | Skellefteå, Uppsala, Stockholm                 | –                  |
| 1998 | Brünn, Prag                                    | –                  |
| 2000 | Drammen, Oslo, Sarpsborg                       | –                  |
| 2002 | Helsinki                                       | –                  |
| 2004 | Zürich, Kloten                                 | –                  |
| 2006 | Helsingborg, Malmö, Botkyrka, Solna, Stockholm | 26. Platz          |
| 2008 | Ostrava, Prag                                  | 28. Platz          |
| 2010 | Helsinki, Vantaa                               | nicht qualifiziert |
| 2012 | Zürich, Bern                                   | nicht qualifiziert |
| 2014 | Göteborg                                       | 16. Platz          |
| 2016 | Riga                                           | nicht qualifiziert |
| 2018 | Prag                                           | nicht qualifiziert |
| 2021 | Helsinki                                       | nicht qualifiziert |
| 2022 | Zürich, Winterthur                             | nicht qualifiziert |

### AOFC Cup
| Jahr | Austragungsort(e) | Platz    |
| ---- | ----------------- | -------- |
| 2017 | Bangkok           | 3. Platz |
| 2019 | Biñan             | 4. Platz |